# Relanges
Relanges és un municipi francès, situat al departament dels Vosges i a la regió del Gran Est. L'any 2007 tenia 219 habitants.

## Demografia

### Població
El 2007 la població de fet de Relanges era de 219 persones. Hi havia 88 famílies, de les quals 28 eren unipersonals (16 homes vivint sols i 12 dones vivint soles), 28 parelles sense fills i 32 parelles amb fills.
La població ha evolucionat segons el següent gràfic:
Habitants censats

### Habitatges
El 2007 hi havia 123 habitatges, 91 eren l'habitatge principal de la família, 19 eren segones residències i 14 estaven desocupats. 116 eren cases i 6 eren apartaments. Dels 91 habitatges principals, 78 estaven ocupats pels seus propietaris, 10 estaven llogats i ocupats pels llogaters i 3 estaven cedits a títol gratuït; 1 tenia dues cambres, 10 en tenien tres, 19 en tenien quatre i 61 en tenien cinc o més. 72 habitatges disposaven pel capbaix d'una plaça de pàrquing. A 42 habitatges hi havia un automòbil i a 36 n'hi havia dos o més.

### Piràmide de població
La piràmide de població per edats i sexe el 2009 era:
| Homes | Edats   | Dones |
| ----- | ------- | ----- |
| 0     | 95 o +  | 0     |
| 0     | 90 a 94 | 0     |
| 0     | 85 a 89 | 8     |
| 0     | 80 a 84 | 0     |
| 4     | 75 a 79 | 4     |
| 8     | 70 a 74 | 8     |
| 12    | 65 a 69 | 16    |
| 0     | 60 a 64 | 4     |
| 4     | 55 a 59 | 8     |
| 8     | 50 a 54 | 0     |
| 20    | 45 a 49 | 16    |
| 0     | 40 a 44 | 4     |
| 4     | 35 a 39 | 4     |
| 12    | 30 a 34 | 0     |
| 16    | 25 a 29 | 8     |
| 8     | 20 a 24 | 4     |
| 12    | 15 a 19 | 12    |
| 8     | 10 a 14 | 0     |
| 0     | 5 a 9   | 0     |
| 0     | 0 a 4   | 4     |

## Economia
El 2007 la població en edat de treballar era de 129 persones, 102 eren actives i 27 eren inactives. De les 102 persones actives 95 estaven ocupades (56 homes i 39 dones) i 7 estaven aturades (2 homes i 5 dones). De les 27 persones inactives 13 estaven jubilades, 6 estaven estudiant i 8 estaven classificades com a «altres inactius».

### Ingressos
El 2009 a Relanges hi havia 90 unitats fiscals que integraven 221 persones, la mediana anual d'ingressos fiscals per persona era de 16.311 €.

### Activitats econòmiques
Dels 6 establiments que hi havia el 2007, 1 era d'una empresa de fabricació d'altres productes industrials, 2 d'empreses de construcció, 2 d'empreses de comerç i reparació d'automòbils i 1 d'una empresa de serveis.
Dels 2 establiments de servei als particulars que hi havia el 2009, 1 era un paleta i 1 guixaire pintor.
L'any 2000 a Relanges hi havia 11 explotacions agrícoles que ocupaven un total de 564 hectàrees.

## Poblacions més properes
El següent diagrama mostra les poblacions més properes.